# Parti démocratique national du Kamerun
Le Parti démocratique national du Kamerun (PDNK, en anglais : Kamerun National Democratic Party, KNDP) était un parti politique du Cameroun méridional, puis occidental. 

## Histoire

### Pré-indépendance
Le PDNK est créé en 1955 par John Ngu Foncha. Au départ, le parti cherchait à établir une relation étroite avec l'Union des populations du Cameroun (UPC) et, à ses débuts, il compte un certain nombre de membres de l'UPC qui avaient fui les persécutions au Cameroun français. Cependant, alors que John Ngu Foncha soutient l'autonomie pour le Cameroun méridional, l'UPC rejette cette idée et souhaite une réunification complète. Le PDNK met fin à ses relations avec l'UPC en 1957 et le parti est interdit au Cameroun britannique. Le parti se sépare également du Congrès national du Kamerun (CNK) (dont John Ngu Foncha était auparavant membre) et les deux partis deviennent d'âpres rivaux en raison du soutien du CNK à l'incorporation du Cameroun méridional au Nigeria. La position du PDNK s'avère la plus populaire et il remporte les élections législatives en 1959, forçant le CNK à entrer dans l'opposition. En tant que parti au pouvoir, il soutient un Cameroun indépendant uni mais organisé selon des lignes fédérales, ce qui est entériné par un référendum en 1961. En conséquence, la Convention nationale du peuple camerounais (CNPC) d'Emmanuel Mbela Lifafe Endeley, qui soutenait le Nigeria, est apparue comme la principale source d'opposition à l'hégémonie du PDNK, les tentatives du PDNK d'absorber le parti ayant échoué en raison de conflits de personnalités.

### Post-indépendance et fusion
Après l'indépendance, la démocratie recule largement au Cameroun, le PDNK, dans ce qui est devenu le Cameroun occidental, et l'Union camerounaise (UC), au Cameroun oriental, ayant établi leurs hégémonies respectives. Cependant, alors que le président Ahmadou Ahidjo et l'UC jouissaient d'un contrôle total au Cameroun oriental, le PDNK ne bénéficie pas initialement des mêmes niveaux de soutien, ses 78 % des voix aux élections législatives de 1964 étant loin derrière les 98 % obtenus par l'UC.
John Ngu Foncha est contraint d'abandonner son poste de Premier ministre du Cameroun occidental en 1965 lorsqu'il est élu vice-président d'Ahmadou Ahidjo sur une liste commune, la Constitution du Cameroun stipulant que les deux fonctions ne pouvaient être occupées simultanément. En conséquence, Augustine Ngom Jua est choisi comme nouveau Premier ministre, mais pas avant une série de luttes intestines amères qui voient Salomon Tandeng Muna, qui avait été une figure importante dans la fondation du PDNK, se séparer pour former son propre Congrès uni du Cameroun (CUC). Au départ, cela place le KNDP dans une position plus faible, notamment par rapport au CUC qui était le seul parti efficace au Cameroun oriental. Cependant, la domination du PDNK ne tarde pas à devenir complète lorsque le CPNC et le CUC sont absorbés par le PDNK. Finalement, les deux partis dominants fusionnent en un seul, l'Union nationale camerounaise, en 1966 et presque immédiatement, ce groupe devient le parti unique dans un État unitaire.

### Tentative de renaissance
En 1990, Victorin Hameni Bieleu évoque la possibilité de rétablir le PDNK et contacte John Ngu Foncha afin d'obtenir son soutien. Cependant, ce soutien n'est pas obtenu et les plans sont abandonnés au profit de la création par Bieleu de son propre parti, l'Union des forces démocratiques du Cameroun (UFDC).